# البهائية في مالاوي
بدأت الديانة البهائية في مالاوي قبل أن تحصل البلاد على استقلالها. قبل الحرب العالمية الأولى كانت منطقة ملاوي الحديثة جزءًا من نياسالاند، وطلب عبد البهاء، رئيس الديانة آنذاك، من أتباع الديانة البهائية السفر إلى مناطق أفريقيا. وكجزء من النمو الواسع النطاق للدين في جميع أنحاء أفريقيا جنوب الصحراء الكبرى أُدخل الدين إلى هذه المنطقة عندما سافر أحد البهائيين الأفارقة الأوائل من تنجانيقا في عام 1952 وتبعه في عام 1953 البهائيون من إيران في نفس العام الذي أصبح يُعرف باسم اتحاد روديسيا ونياسالاند. وبعد عقد من الزمان، ظهرت خمس جمعيات روحية محلية بهائية. بحلول عام 1970، أصبح في دولة ملاوي 12 جمعية روحية محلية وجمعية روحية وطنية. في عام 2003 قدر البهائيون عدد أعضائهم بنحو 15000 بينما قدرت الموسوعة المسيحية العالمية لعام 2001 عدد أعضائها بنحو 24500 وفي عام 2005 قامت بمراجعة تقديراتها إلى حوالي 36000.

## التاريخ المبكر
في العقد الأول من القرن العشرين، كانت منطقة ملاوي جزءًا من نياسالاند. في سلسلة من الرسائل، أو الألواح، إلى أتباع الدين في الولايات المتحدة وكندا في عامي 1916-1917، طلب عبد البهاء، رئيس الدين آنذاك، من أتباع الدين السفر إلى مناطق في أفريقيا؛ وقد جُمعت هذه الرسائل معًا في كتاب بعنوان ألواح الخطة الإلهية. تأخر نشر المقال حتى عام 1919 في مجلة "نجم الغرب" في 12 ديسمبر 1919. بعد نهاية الحرب العالمية الأولى والإنفلونزا الإسبانية.
لوحظ أن النمو الواسع النطاق للدين في جميع أنحاء منطقة جنوب الصحراء الكبرى في أفريقيا بدأ في الخمسينيات من القرن العشرين وامتد في الستينيات. بدأت الخطط الخاصة لإدخال الدين إلى أوغندا في عام 1950 بمشاركة المجتمعات البهائية الأمريكية والبريطانية والمصرية والفارسية ووصلت إلى مستوى من التنسيق والتفصيل حيث تُرجمت المواد إلى لغات مستخدمة على نطاق واسع في أفريقيا قبل وصول الرواد إلى أفريقيا. في عام 1952 في منطقة ملاوي، التي كانت على وشك أن تصبح اتحاد روديسيا ونياسالاند، دخلت الديانة البهائية عندما انتقل دينيس دودلي سميث كوتينديلي (كوتينديري أحيانًا)، أول بهائي أفريقي في تنجانيقا، وعضو أول جمعية روحية محلية في دار السلام، إلى زومبا مع عائلته - وهي المرة الأولى التي يأخذ فيها بهائي أفريقي الدين إلى بلد جديد. وانضم إليه بعد فترة وجيزة الرائد عنايت سهيلي وعائلته من إيران. وبما أن سوهايلي كان أبيض اللون وكوتينديري أسود اللون، كان من غير القانوني بالنسبة لهما أن يتواصلا اجتماعيًا. فكان أول عيد بهائي أقاموه هو الاجتماع في الأدغال ليلاً. في نفس العام، غادر دوندوزو تشيزيزا، المتحول الجديد، مالاوي للمساعدة في تقديم الدين إلى رواندا (التي كانت في السابق جزءًا من رواندا أوروندي). في عام 1956 ضُمت منطقة ملاوي إلى الجمعية الروحية الوطنية الإقليمية لجنوب وغرب إفريقيا. كان جون ويليام ألين أول مجلس مساعد في المنطقة يعمل تحت قيادة موسى بانييني.

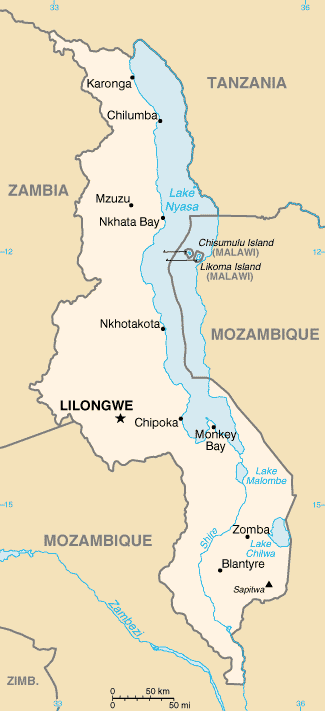
خريطة ملاوي

في عام 1960، حضر ستة وعشرون أفريقيًا وعشرة بهائيين بيض يمثلون خمس مجموعات لغوية ندوة إقليمية ثانية في سالزبوري في جنوب روديسيا حول تقدم الدين مع الحضور من جنوب روديسيا، وشمال روديسيا، ونياسالاند، وموزمبيق، وجنوب أفريقيا. وتضمنت الدورات "تنمية الشخصية البهائية"، و"كيفية إلقاء محاضرة بهائية"، و"عهود الله". كما انعقد مؤتمران محليان في نياسالاند في عام 1960.

## نمو
بحلول عام 1963 كانت هناك محافل روحية بهائية محلية في بالاكا، بليلة، باوي، ليمبي، وميانجي. كانت هناك مجموعات أصغر من البهائيين في تشيليكا، تشيبوكا، شيرادزولو، ليلونغوي، مزيمبا، مزوزو، شاربيفال، وزومبا. كان هناك أفراد بهائيون في شيبواوا وديدزا وفورت جونستون (المعروفة الآن باسم مانغوتشي) وكارونجا. في عام 1964، أقيمت أول مراسم زواج بهائية في البلاد؛ وهو نفس العام الذي نالت فيه البلاد استقلالها والتي تسمى الآن ملاوي. أدى إعادة التنظيم المؤقت إلى تشكيل جمعية وطنية إقليمية لجنوب وسط أفريقيا، والتي ضمت بلدان بوتسوانا وملاوي وروديسيا في عام 1967. بحلول عام 1970 كان هناك 12 جمعية روحية محلية، وهو ما يكفي للبلاد ليكون لها جمعيتها الروحية الوطنية الخاصة بها، والتي أُنتخبت بحضور يد القضية بول هاني. في العام التالي، طلب إينوك أولينغا، صاحب مبادرة "يد القضية"، التسجيل الرسمي للدين، وهو الطلب الذي استجاب له الرئيس هاستينجز باندا. حضر ثلاثة أشخاص من مالاوي أول مدرسة صيفية للشباب البهائي في جنوب إفريقيا والتي أقيمت في سوازيلاند في ديسمبر 1971 حتى 2 يناير 1972. حصلوا على الأرض لإنشاء المركز الوطني في عام 1972 ووصل عدد الجمعيات المحلية إلى 23. في عامي 1972 و1982 سافرت يد القضية روحيه خانوم في جميع أنحاء البلاد. شملت زيارتها في أكتوبر 1972 مقابلات إذاعية وصحفية ومحادثات عامة واجتماعًا مع الرئيس هاستينجز باندا حيث لاحظت "في نظر بهاء الله يبدو أن هناك شيئًا أسوأ من الحرب وهو الفوضى والثورة والصراع المدني" عندما علق الرئيس على أن بعض الجماعات الدينية في مالاوي كانت تعمل على إثارة الفتنة والصراع. كما قامت بجولة في الريف والتقت بالعديد من البهائيين وساهمت في بناء صناديق للمراكز. ومن بين محاضراتها العامة قالت إنه على الرغم من معاناة الأفارقة من التحيز القبلي، فإن التحيز العنصري أسوأ بكثير، ولكن الأفارقة كانوا خاليين منه إلى حد كبير. ومن بين الرواد الذين قدموا إلى مالاوي كانت الأيرلندية فرانسيس بيرد التي انتقلت إلى هناك في عام 1974، وهو نفس العام الذي قدم فيه البهائيون من أستراليا أيضًا إلى مالاوي. منذ نشأتها، كان للدين دور في التنمية الاجتماعية والاقتصادية بدءًا من منح المزيد من الحرية للنساء، وترويج تعليم الإناث باعتباره أولوية، وقد عُبر عن هذه المشاركة عمليًا من خلال إنشاء المدارس والتعاونيات الزراعية والعيادات. ودخل الدين مرحلة جديدة من النشاط عندما صدرت رسالة بيت العدل الأعظم بتاريخ 20 أكتوبر 1983. وحث البهائيين على البحث عن طرق متوافقة مع التعاليم البهائية، والتي يمكنهم من خلالها المشاركة في التنمية الاجتماعية والاقتصادية للمجتمعات التي يعيشون فيها. في عام 1979، كان هناك 129 مشروعًا بهائيًا للتنمية الاجتماعية والاقتصادية معترفًا بها رسميًا في جميع أنحاء العالم. وبحلول عام 1987، ارتفع عدد مشاريع التنمية المعترف بها رسميا إلى 1482 مشروعا. شرع البهائيون المالاويون في عدد من المشاريع لدعم رفاهة مالاوي.

### مدرسة بامبينو
وفي إطار التزامهم بالتعليم ورفاهية البشرية، أنشأ البهائيون 60 مدرسة محو أمية بهائية شعبية، كما دُرب ونشر 30 من العاملين في مجال الرعاية الصحية الأولية البهائية. أكبر مؤسسة على نطاق واسع هي المدرسة الخاصة المسماة مدرسة بامبينو في ليلونجوي. بدأت مدرسة بهائية في يناير 1993، وفي عام 2003، كان لدى مدرسة بامبينو 1100 طالب مسجل من مستوى الحضانة إلى المدرسة الثانوية والكلية السكرتارية ولديها تخرج من المدرسة الثانوية بما في ذلك الحصول على الشهادة العامة الدولية للتعليم الثانوي. أندرو نهلان هو مدير المدرسة الثانوية التي تضم 350 طالبًا فقط. يشارك الطلاب في مشاريع دولية مع مدارس أخرى في تركيا والإمارات العربية المتحدة وبلغاريا. يساهم الطلاب الدوليون في شروط الخدمة. كينيث جوندوي، المعروف أيضًا باسم بيبيجينكس، هو أحد الحاضرين السابقين في بامبينو وأصبح موسيقيًا ومؤديًا ومالكًا تجاريًا ناجحًا يدير شركة إنتاج موسيقى. تتوفر منح دراسية جزئية.

## المجتمع الحديث
حضر البهائيون من برمودا وأستراليا وموريشيوس وجنوب أفريقيا وزامبيا وليسوتو اليوبيل الذهبي لتأسيس الدين في مالاوي عام 2003، وكان أحد أحداث اليوبيل مسرحية مبنية على حياة واستشهاد منى محمود نجاد. كان اليوبيل الناميبي لعام 2004 يضم ضيوفًا من المجتمع البهائي المالاي. يقع المركز الوطني البهائي في ليلونغوي.
في عام 2007 بدأت المدارس الحكومية بتقديم التعليم الديني على مستوى المدرسة الابتدائية. وكانت هذه الدورات متاحة في السابق في المدارس الثانوية فقط. تتوفر دورة "معرفة الكتاب المقدس" ذات التوجه المسيحي ودورة "التعليم الأخلاقي والديني"، بما في ذلك المواد الإسلامية والهندوسية والبهائية والمسيحية. تقرر جمعيات أولياء الأمور والمعلمين الفردية أو لجان المدرسة الدورات الدينية التي ستقدم.
اجتمع مندوبو البهائيين من 17 دولة، بما في ذلك مندوبو ملاوي، في نيويورك في الفترة من فبراير/شباط إلى مارس/آذار 2008 لحضور الدورة الثانية والخمسين للجنة الأمم المتحدة المعنية بوضع المرأة. حضر حوالي 120 بهائيًا من مالاوي المؤتمر الأول من بين 41 مؤتمرًا دعا إليها بيت العدل الأعظم بين نوفمبر وفبراير 2008-2009 في زامبيا المجاورة إلى جانب البهائيين من زيمبابوي.

### التركيبة السكانية
تشير الموسوعة المسيحية العالمية إلى أنه ربما كان هناك 18000 بهائي في عام 1990 و24500 في عام 2000 وحوالي 36145 في عام 2005. في عام 2003 ذكر مصدر بهائي أن هناك حوالي 15000 بهائي في ملاوي. تشير دراسة استقصائية أجريت عام 2007 إلى أن حوالي 4% من السكان البالغ عددهم 13000000 نسمة - أي ما يعادل 520000 نسمة تقريبًا - منقسمون بين الهندوس والبهائيين والراستافاريين واليهود.

## روابط خارجية
- الجماعة البهائية الوطنية في ملاوي